# Тикатэцу-Наримасу (станция)
Станция Тикатэцу-Наримасу (яп. 地下鉄成増駅 тикатэцу наримасу эки) — станция Токийского метрополитена на линиях Фукутосин и Юракутё. Расположена в специальном районе Итабаси в Токио. Станция обозначена номером F-02 на линии Фукутосин и Y-02 на линии Юракутё. Была открыта 24 июня 1983 года. На станции установлены автоматические платформенные ворота.

## Планировка станции
Одна платформа островного типа и 2 пути.
| 1 | Линия Юракутё                 | Котакэ-Мукаихара・Икэбукуро・Юракутё・Син-Киба       |
| 1 | Линия Фукутосин               | Котакэ-Мукаихара・Икэбукуро・Синдзюку-Сантёмэ・Сибуя |
| 2 | Линия Юракутё Линия Фукутосин | Вакоси・Синрин-Коэн                                  |

## Близлежащие станции
| «                           |               | Линия            |                  | »                |
| Линия Юракутё               | Линия Юракутё | Линия Юракутё    | Линия Юракутё    | Линия Юракутё    |
| --------------------------- | ------------- | ---------------- | ---------------- | ---------------- |
| Вакоси                      | Вакоси        | Local            | Тикатэцу-Акацука | Тикатэцу-Акацука |
| Линия Фукутосин             |               |                  |                  |                  |
| Вакоси                      | Вакоси        | Local            | Тикатэцу-Акацука | Тикатэцу-Акацука |
| Вакоси                      | Вакоси        | Commuter Express | Тикатэцу-Акацука | Тикатэцу-Акацука |
| Express: не останавливается |               |                  |                  |                  |